# كالو (دير)
كالو (بالفارسية: کالو) هي قرية تقع في قسم بردخون الريفي (مقاطعة دير) في إيران. يقدر عدد سكانها بـ 34 نسمة .